# Real Burgos Club de Fútbol
Pour les articles homonymes, voir Burgos (homonymie).
Ne doit pas être confondu avec Burgos CF.
Maillots
Real Burgos Club de Fútbol, Sociedad Anónima Deportiva est une équipe de football espagnole.

## Histoire
| \| Burgos \| Emplacement de Burgos, en Espagne. |
| Burgos                                          |

L'origine du club actuel remonte à la fondation du Burgos CF en 1922, également connu sous le nom Gimnástica Burgalesa Club de Fútbol entre 1936 et 1948. En 1983, celui-ci disparait en raison de graves problèmes économiques et son équipe de réserve, Burgos Promesas, rebaptisé Real Burgos Club de Fútbol, remplace l'équipe première à partir de la saison 1983-1984.Ce dernier prend part pendant trois saisons consécutives au championnat d'Espagne de D1 au début des années 1990, mais, peu de temps après sa relégation en D2 à l'issue de la saison 1992-1993, il suspend ses activités durant la saison 1994-1995, repart en D4 l'année suivante avant des disparaître définitivement à l'été 1996.
C'est alors que le Burgos CF, fondé dès les premières difficultés du Real Burgos en 1994, devient la principale équipe locale.
À l'été 2011, après quinze ans d'inactivité, le président Juan Antonio Gallego annonce la refondation de l'entité qui entrera en compétition pour la saison 2011-2012 dans la catégorie la plus basse du championnat de Castille-et-León, la Primera División Provincial Aficionados (Première Division Provincial Amateure), l'équivalent du 6e niveau du football espagnol.

Le 28 juillet 2011, la première assemblée générale a lieu peu après la réunion des actionnaires du club. Sont alors annoncés un budget de 38 000 €, qui est approuvé, et le nom de l'entraîneur, Alfonso Garcia, ancien entraîneur de C.D. Juventud del Círculo et disposant d'une vaste expérience au sein des championnats régionaux espagnols. Néanmoins ce dernier quitte le Real Burgos dès la 8e journée pour des raisons personnelles et est remplacé Jesús Barbadillo. Après une première saison discrète, la seconde campagne voit le club obtenir sa promotion pour l'étage supérieur (D5) ou il termine successivement 9e (2013-2014) puis 11e (2014-2015).

## Palmarès et résultats

### Palmarès
| Compétitions nationales | Compétitions régionales                                         |
| - Championnat d'Espagne de D1 (0): - Meilleur classement : 9e en 1992. - Championnat d'Espagne de D2 (1): - Champion : 1990. - Championnat d'Espagne de D4 (2): - Champion : 1984 et 1985. | - Première Division Provincial Amateure (1): - Champion : 2013. |

### Saisons
| Niveau | Division             | Saisons |
| I      | Primera División     | 3       |
| II     | Segunda División     | 4       |
| III    | Segunda División B   | 2       |
| IV     | Tercera División     | 3       |
| V      | Division Régionale   | 2       |
| VI     | Division Provinciale | 2       |

Saison 2015-2016 incluse.

## Joueurs et personnalités du club

### Présidents
Le tableau suivant présente la liste des présidents du club depuis 1983.
| Rang | Nom                           | Période   |
| ---- | ----------------------------- | --------- |
| 1    | Félix Castrillo Herrera       | 1983-1985 |
| 2    | Antonio Marañón Sedano        | 1985-1988 |
| 3    | José Antonio Martínez Navarro | 1987-1988 |

| Rang | Nom                     | Période   |
| ---- | ----------------------- | --------- |
| 4    | Jesús Saiz Ruiz         | 1987-1989 |
| 5    | Antonio Martínez Laredo | 1989-1993 |
| 6    | Miguel Jerez López      | 1992-1994 |

| Rang | Nom                          | Période   |
| ---- | ---------------------------- | --------- |
| 7    | Juan Antonio Gallego Cantero | 1993-1996 |
| 8    | Mise en sommeil du club      | 1996-2011 |
| 9    | Juan Antonio Gallego Cantero | 2011-     |

### Entraîneurs
Le tableau suivant présente la liste des entraîneurs du club depuis 1983.
| Rang | Nom                             | Période              |
| ---- | ------------------------------- | -------------------- |
| 1    | Luis María Astorga Lete         | 1983-1984            |
| 2    | Javier García Verdugo           | 1984-1985            |
| 3    | José Antonio Irulegui Garmendia | juil. 1985-juin 1987 |
| 4    | Sergije Krešić                  | juil. 1987-oct. 1988 |
| 5    | Luis María Astorga Lete         | oct. 1988-juin 1989  |
| 6    | José Antonio Naya Melva         | juil. 1989-juin 1990 |
| 7    | José Manuel Díaz Novoa          | juil. 1990-juin 1992 |

| Rang | Nom                                 | Période              |
| ---- | ----------------------------------- | -------------------- |
| 8    | Theo Vonk                           | juil. 1992-déc. 1992 |
| 9    | José Ramón Pérez Rodríguez "Monchu" | déc. 1992-févr. 1993 |
| 10   | Miguel Sánchez Rodríguez            | févr. 1993           |
| 11   | José Luis Fernández Manzanedo       | févr. 1993-mars 1993 |
| 12   | Luis María Astorga Lete             | mars 1994-juil. 1994 |
| 13   | Pedro Bonell Serra                  | juil 1994-oct. 1995  |
| 14   | Miguel Ángel Cabezón                | déc. 1995-juin 1996  |

| Rang | Nom                       | Période               |
| ---- | ------------------------- | --------------------- |
| 15   | Alfonso García Ruiz       | 2011                  |
| 16   | Jesús Barbadillo Barbero  | 2011-2013             |
| 17   | Jorge Mallón Gil-Fournier | mars 2013-mars 2014   |
| 18   | Hugo Gómez Merino         | juil. 2015-janv. 2015 |
| 19   | Daniel Santos             | janv. 2015-           |

### Joueurs emblématiques
Entre parenthèses le temps passé au club.
- Miguel Bastón (1984-1994)
- Vicente Borge (1988-1989)
- Fede Castaños (1977-1979 & 1985-1989)
- Agustín Elduayen (1990-1993)
- Manuel Jiménez Abalo (1991-1992)
- Loren (1991-1993)
- Javier Olaizola (1992-1994)
- Pacheta (1990-1991)
- Miguel Ángel Portugal (1985-1987)
- José Luis Ribera (1989-1991)
- Miguel Tendillo (1992-1993)
- Michel Boerebach (1992-1993)
- Gavril Balint (1990-1993)
- Zsolt Limperger (1991-1994)
- Ivica Barbarić (1989-1992)
- Dragoslav Čakić (1987-1988)
- Predrag Jurić (1989-1992)
- Anel Karabeg (1989-1990)
- Nikica Milenković (1988-1989)
- Miladin Pešterac (1988)